# Coelomera ruficornis
Coelomera ruficornis là một loài bọ cánh cứng trong họ Chrysomelidae. Loài này được Baly miêu tả khoa học năm 1865. Loài này được tìm thấy ở vùng nhiệt đới Nam Mỹ nơi nó ăn cây Cecropia pachystachya.

## Sinh thái học
Coelomera ruficornis sinh sống trên cây Cecropia pachystachya, một loại cây có mối liên hệ tương hỗ với loài kiến Azteca alfari. Những con kiến sống trong các cành cây rỗng và chồi. Những con kiến sau đó bảo vệ cây chống lại kiến cắt lá và côn trùng ăn cỏ khác